# Ludvig I av Bourbon-Condé, prins de Condé
Ludvig I av Bourbon-Condé (franska: Louis I), född 7 maj 1530 och död 13 mars 1569, var hugenottledare och general, grundare av huset Condé, en yngre gren av huset Bourbon. Han var den förste med titlen prins av Condé.

## Biografi
Han var femte son till Charles de Bourbon, hertig av Vendôme och yngre bror till Anton av Bourbon som gifte sig med drottning Johanna III av Navarra; deras son, Condés brorson, blev Henrik IV av Frankrike.
Genom sitt giftermål med Éléonor de Roye av släkten Montmorency 1551 närmade han sig ätten Guises rivaler.
Som general i den franska armén slogs Condé vid slaget vid Metz 1552, när Frans av Guise framgångsrik försvarade staden mot kejsar Karl V, och åter igen i slaget vid Saint-Quentin 1557. Efter hans omvändelse till protestantismen, blev han inblandad i konspirationen i Amboise 1560, en sammansvärjning av hugenotter och medlemmar av huset Bourbon där målet var att föra bort den tonårige kung Frans II och ta makten från huset Guise, ledarna för det katolska partiet. Sammansvärjningen misslyckades och ledde till att många hugenotter massakrerades.
Condé ledde hugenotterna i religionskrigen och tillfångatogs i Dreux 1562. Frans av Guise blev mördad i Orléans och drottningen fruktade att kriget skulle bli långvarigt så hon förhandlade fram en fredsöverenskommelse. Condé förhandlade fram freden i Amboise med det romersk-katolska partiet 1563, där hugenotterna uppnådde viss religiös tolerans.
Efter att kriget bröt ut igen 1567 ledde Condé försvaret i Saint-Denis och lyckades trots underlägsna trupper hålla fienden stången. Den 1568 slutna freden bröts nästan genast och Condé besegrades och blev fången i slaget vid Jarnac 1569. Han mördades kort därefter.
Hans son Henri I av Bourbon, prins av Condé, blev också hugenottgeneral.

## Barn
- Henri I av Bourbon, prins av Condé
- Charles av Bourbon-Condé, greve av Soissons
- François av Bourbon, prins av Conti